# Gustave Guérin
Pour les articles homonymes, voir Guérin et Gustave Guérin (homonymie).
Gustave Guérin est un homme politique français né le 20 octobre 1873 à Saint-Hilaire-du-Harcouët (Manche), où il est décédé le 10 février 1949.
Pharmacien de profession, il est maire de Saint-Hilaire-du-Harcouët et conseiller général en 1907 et devient député de la Manche en 1919. Constamment réélu jusqu'en 1936, il est élu sénateur en décembre 1936 à l'occasion d'une élection partielle. En 1940, il ne prend pas part au vote des pleins pouvoirs au maréchal Pétain, mais son attitude favorable au Régime de Vichy entraine sa mise à l'écart à la Libération.

## Sources
- « Gustave Guérin », dans le Dictionnaire des parlementaires français (1889-1940), sous la direction de Jean Jolly, PUF, 1960 [détail de l’édition]